# Silveira (apelido)

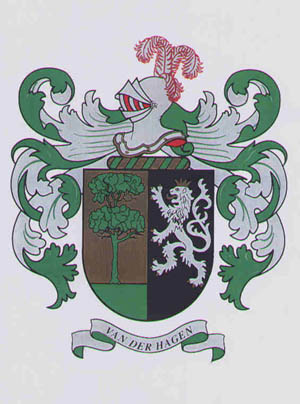
Brasão da Família Silveira dos Açores descendente de Willem van der Haegen.

Silveira é um apelido de família da onomástica da língua portuguesa com raízes toponímicas, com os de origem fidalga mais precisamente da Herdade da Silveira (vila de Redondo).
Há várias famílias com este apelido na história, como os Silveiras dos Açores que descendem de um nobre flamengo de nome Willem van der Haegen , também conhecido como Willem De Kersemakere, o qual ao chegar aos Açores e depois de andar por várias ilhas se radicou no Topo, ilha de São Jorge. O apelido Silveira provém da tradução literal de van der Hagen ou "Vandaraga" (aliteração), que significa do Bosque em holandês).[carece de fontes?]
A família desta descendência espalhou-se por todas as ilhas dos Açores à excepção da ilha Graciosa, onde os Silveiras aí radicados constituem um ramo dos Silveira do continente português.

## Origem
Os Silveira de Portugal continental são de origem toponímica e há mais que uma família a usar este nome como Apelido.

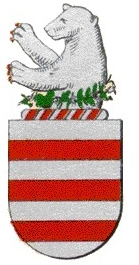
Brasão da Família Silveira do Continente Português Inclusive alguns ramos que residem nos Açores.

A família documentada desde épocas mais remotas é descendente de Vasco Lourenço de Silveira, que terá sido filho de Lourenço Gonçalves, que terá falecido antes de Dezembro de 1330 e que era senhor da Quinta e Paço de Silveira, no termo da localidade de Redondo. O seu descendente Gonçalo Vasques da Silveira, contemporâneo de D. Fernando I, fidalgo muito honrado, senhor da herdade e defesa da Silveira, termo da vila de Redondo, pelos anos de 1378, é também uma das pessoas mais antigas que se conhece a usar o apelido de uma forma corrente, que teria tomado daquele senhorio, e progenitor da continuação da família.
Foi casado com Alda Rodrigues de Aguiar, filha de Rodrigo Afonso de Aguiar, dos Aguiar de Évora. Tiveram Maria Gonçalves da Silveira, casada com Martim Gil Pestana, alferes-mor da cidade de Évora, filho de Gil Vaz Pestana, que teve o mesmo ofício, e de sua mulher, Dona Alda, com geração que seguiu o apelido de Silveira.
Esta família provinha da nobreza dos escudeiros nobres e a respectiva chefia recaiu na Casa dos Condes da Sortelha.
Outros Silveiras ainda, são descendentes do Dr. Fernando Afonso da Silveira, que foi embaixador a Castela em 1423. A representação e chefia destas família está no ramo que fundou na Casa dos barões e marqueses de Alvito (castelo de Alvito).

## Topónimos de origem

### Portugal
Silveira (Portugal)

## Topónimos relacionados

### Galiza
- Silveira, Corujo, em Vigo
- Silveira, Salcidos, em Guarda
- A Silvaira, Covelas, em Riba d'Eu
- A Silveira, Oural, em Boqueixom

## Brasão
Por consequência das diferentes origens esta família tem mais de um brasão, a saber:
Os Silveiras dos Açores, descendentes do flamengo Willem van der Haegen usam: partido, o primeiro de ouro com uma árvore de duas copas de verde, assente num contra-chefe do mesmo; o segundo de negro, com um leão de prata, armado, lampassado e coroado de ouro.
Já os Silveiras de Portugal continental, por sua vez, usam brasão prateado, com três faixas de vermelho. Timbre: um urso de prata, armado e lampassado de vermelho, sainte de uma capela de silvas de sua cor.